# Чуга (деревня, Курганская область)
Чуга — деревня в Катайском районе Курганской области. Ранее входила в состав Никитинского сельсовета.

## География
Деревня Чуга расположена на левом берегу реки Караульной (левого притока Исети, примерно в 11 километрах к северо-западу от села Никитинского, в 21 километре (в 25 километрах по автодорогам) к северо-западу от районного центра — города Катайска, в 217 километрах (в 244 километрах по автодороге) к северо-западу от областного центра — города Кургана. В двух километрах к западу от деревни проходит граница Курганской и Свердловской областей.
Деревня Чуга находится между автомобильной дорогой Екатеринбург — Курган и железной дорогой Екатеринбург — Курган. От автодороги к деревне ведёт подъездная дорога, начинающаяся в деревне Водолазово. Также от деревни Чуги ведёт полевая дорога до станции Водолазово Южно-Уральской железной дороги, расположенной в одоимённом посёлке.

### Часовой пояс
Чуга, как и вся Курганская область, находится в часовой зоне МСК+2. Смещение применяемого времени относительно UTC составляет +5:00.

## История
В 1834 году деревня Чугинская входила в Колчеданскую волость Камышловского уезда Пермской губернии.
Деревня Чуга имела несколько названий: Чугинская, Водолазова, Одина.
В июле 1918 года деревня перешла под власть белых. В июле 1919 года перешла под власть красных.
В 1928 году деревня входила в Водолазовский сельсовет Каменского района Шадринского округа Уральской области.
14 июня 1954 года Водолазовский сельсовет упразднён, деревня вошла в состав Мало-Горбуновского сельсовета.
16 июня 1962 года Мало-Горбуновский сельсовет упразднён. Деревня вошла в состав Никитинского сельсовета, в состав которого входила вплоть до упразднения сельсовета в 2022 году.

## Население
| 1869 | 1904 | 1920 | 1926 | 1989 | 2002 | 2004 |
| ---- | ---- | ---- | ---- | ---- | ---- | ---- |
| 694  | ↘666 | ↗808 | ↗836 | ↘38  | ↘33  | ↗45  |
| 2010 |      |      |      |      |      |      |
| ↘35  |      |      |      |      |      |      |

Национальный состав
- По данным Всероссийской переписи населения 2002 года, в деревне проживали 33 человека, из них русские — 94 %.
- По данным Всесоюзной переписи населения 1926 года, в деревне было 188 домов с населением 836 человек, все русские.[4]